# Oskar Weiss (Cartoonist)
Oskar Weiss (auch als Oski bekannt; * 24. Januar 1944 in Chur) ist ein Schweizer Zeichner, Maler und Cartoonist; er selbst bezeichnet sich als Bildererfinder.

## Leben
Weiss lernte von 1963 bis 1968 Grafiker an der Kunstgewerbeschule Zürich. Bis 1978 trug er in Kleintheatern mit den Berner Trouvères eigene Texte und Musik vor. Er zeichnete für Die Weltwoche, die Neue Zürcher Zeitung, den Nebelspalter und die Berner Zeitung. Er schuf Wandmalereien, stellte in verschiedenen Galerien aus und ist Autor von Büchern für Erwachsene und Kinder.

## Auszeichnung
- Ehrenmedaille der Burgergemeinde Bern, 2010.[3]